# Bulbophyllum teysmannii
Bulbophyllum teysmannii là một loài phong lan thuộc chi Bulbophyllum.